# Irland i olympiska vinterspelen 2006
Irland deltog med fyra deltagare vid de olympiska vinterspelen 2006 i Turin. Ingen av landets deltagare erövrade någon medalj.

## Alpin skidåkning
- Thos Foley
- Kirsty McGarry

## Längdskidåkning
- Rory Morrish

## Skeleton
- David Connolly